# Rajd Dolnośląski 1970
Rajd Dolnośląski 1970 – 14. edycja Rajdu Dolnośląskiego. Był to rajd samochodowy rozgrywany od 22 do 24 maja 1970 roku. Była to druga runda Rajdowych Samochodowych Mistrzostw Polski w roku 1970. Rajd składał się z czterech odcinków specjalnych, dwóch prób szybkości górskiej, jednej próby szybkości płaskiej, jednej próby zwrotności i jednej próby hamowania.

## Wyniki końcowe rajdu[1]
| Miejsce | Kierowca              | Pilot              | Samochód              | Czas  | Strata | Grupa Klasa |
| ------- | --------------------- | ------------------ | --------------------- | ----- | ------ | ----------- |
| 1       | Marian Bień           | Zygmunt Wiśniowski | Porsche 911 S         | 12:05 | -      | 6           |
| 2       | Ryszard Żyszkowski    | Piotr Mystkowski   | Polski Fiat 125p 1500 | 12:24 | +19    | 5           |
| 3       | Marek Barański        | Lech Jaworowicz    | Renault 8 Gordini     | 12:26 | +21    | 4           |
| 4       | Jerzy Bachtin         | Andrzej Gieysztor  | Trabant P601          | 12:36 | +31    | 1           |
| 5       | Włodzimierz Markowski | Janusz Stawiński   | Porsche 912           | 12:44 | +39    | 5           |
| 6       | Janusz Wojtyna        | Bronisław Czekała  | BMW 2002 Ti           | 12:45 | +40    | 6           |
| 7       | Marian Skrzypek       | Wiesław Nicieja    | Zastava 750           | 14:36 | +2:31  | 2           |
| 8       | Krzysztof Rogalski    | Witold Dąbrowski   | Fiat 124              | 15:43 | +3:38  | 4           |
| 9       | Robert Mucha          | Leszek Borkowski   | Polski Fiat 125p 1500 | 17:03 | +4:58  | 5           |